# Albert Jones
Albert Francis Arthur Lofley Jones (Christchurch, 9 agosto 1920 – Nelson, 11 settembre 2013) è stato un astronomo neozelandese.
Albert Francis Arthur Lofley Jones, più noto semplicemente come Albert Jones, è stato un astrofilo neozelandese. Jones è divenuto uno più famosi astrofili in assoluto avendo osservato per oltre 60 anni e compiuto oltre 500.000 misure astronomiche e per aver scoperto, da solo o assieme ad altri, parecchi oggetti celesti. Il suo principale campo di osservazioni sono state le stelle variabili.

## Biografia
Jones ha cominciato ad interessarsi all'Astronomia fin da giovane e per poterla praticare si costruì telescopi con materiale di fortuna . Durante la sua esistenza esercitò varie professioni come il mugnaio e l'operaio metalmeccanico  ma in particolare fu un dettagliante di alimentari  . Oltre all'Astronomia si interessò di escursionismo e di computer . Jones si è sposato due volte, la prima volta con Ann nel 1973, la seconda volta con Carolyn Diane Young nel 1984 .

## Attività osservativa
Si stima che abbia effettuato 515.000 misure di luminosità  di cui 464.385 sono archiviate presso la AAVSO , le sue osservazioni presso questa associazione scientifica amatoriale sono registrate sotto il codice JA (Jones Albert) ).
Queste misure sono state fatte nel corso di ben oltre 60 anni, da quella del 18 gennaio 1943, relativa alla nova CP Puppis all'ultima del 31 agosto 2011 . Come quasi tutti gli astrofili Jones ebbe i suoi tipi di oggetti preferiti, essenzialmente le variabili R Coronae Borealis e le nove nane , questi tipi di stelle variabili appartenenti rispettivamente alle variabili cataclismatiche e alle variabili eruttive, presentano le maggiori variazioni di luminosità. Jones seguì parecchie di queste stelle per decine di anni, costruendo in questo modo curve di luce ininterrotte di un valore scientifico unico .

## Scoperte e risultati notevoli
In ordine cronologico:
- Il 6 agosto 1946 ha scoperto la cometa C/1946 P1 Jones [7][8].
- Il 7 dicembre 1966 ha scoperto la 5° esplosione della nova ricorrente T Pyx [9].
- Il 3 febbraio 1973 ha scoperto la 3° esplosione della nova simbiotica V1017 Sgr [10][11].
- Il 24 febbraio 1987 è stato uno dei coscopritori della supernova SN 1987a nella Grande Nube di Magellano [12].
- Il 27 aprile 1990 ha scoperto la 2° esplosione della nova ricorrente V3890 Sgr [13].
- Il 25 novembre 2000 ha coscoperto la cometa C/2000 W1 Utsunomiya-Jones [14].

## Appartenenza ad associazioni
Jones è stato membro di varie associazioni astronomiche, amatoriali e professionali:
- Nel 1941 Jones è divenuto membro della New Zealand Astronomical Society (NZAS), oggi divenuta la Royal Astronomical Society of New Zealand (RASNZ) [2]: in questa associazione ha lavorato nella sezione stelle variabili (VSS) e dal 1945 nella sezione comete[1].
- Nel 1945 entrò a far parte della British Astronomical Association (BAA) [15] dove rivestì dal 1952 al 1990 la carica di vicedirettore della sezione comete [1].
- Nel 1946 divenne socio della Societe Belge d’Astronomie [3].
- Nel 1947 fu ammesso nella Royal Astronomical Society (RAS) [1].
- Nel 1965 divenne membro della Unione Astronomica Internazionale, divenendo uno dei pochi astronomi amatoriali entrati a far parte della massima associazione astronomica professionale mondiale [1].

## Riconoscimenti
- nel 1945 ricevette il Murray Geddes Memorial Prize [16].
- Nel 1947 ha ricevuto la 218° Medaglia Donohoe Comet Medal [17].
- Nel 1956 ha ricevuto la Medaglia d'oro Michaelis dall'Università di Otago [1].
- Nel 1960 ricevette la Medaglia Jackson-Gwilt [18].
- Nel 1968 gli fu assegnata la Merlin Medal [19].
- Nel 1973 gli è stata assegnata la Comet Medal della Astronomical Society of the Pacific [1].
- Nel 1987 viene insignito del grado di ufficiale dell'Ordine dell'Impero Britannico (OBE, Officer of the Order of the British Empire) [20].
- Nel 1988 gli è stato dedicato un asteroide, 3152 Jones [21]. Un altro asteroide è stato dedicato nel 2003 alla seconda moglie di Jones, Carolyn Diane Young, 9171 Carolyndiane [22].
- Nel 1997 gli fu assegnato il Director's Award dell'AAVSO [23].
- Nel 1998 ha ricevuto l'Amateur Achievement Recipients dalla Società Astronomica del Pacifico [24].
- Nel 2001 riceve l'Observer Awards della AAVSO per aver prodotto oltre 25.000 misure di luminosità [25].
- Nel 2001 ricevette l'Edgar Wilson Award [26].
- Nel 2004 la Victoria University of Wellington gli ha dato la Laurea honoris causa in Scienze [27].
- Nel 2005 ricevette nuovamente il Murray Geddes Memorial Prize assieme a suo moglie Carolyn [16].
- Nel 2006 riceve l'Observer Awards della AAVSO per aver prodotto oltre 100.000 misure di luminosità [28].
- Nel 2008 gli fu assegnato il Merit Award dalla AAVSO [29].
- Nel 2011 viene nominato socio onorario della AAVSO [30].